# Dacetinops wilsoni
Dacetinops wilsoni é uma espécie de formiga do gênero Dacetinops, pertencente à subfamília Myrmicinae.